# Tom Vannoppen
Tom Vannoppen (ur. 21 grudnia 1978 w Duffel) – belgijski kolarz przełajowy, trzykrotny medalista mistrzostw świata.

## Kariera
Pierwszy sukces w karierze Tom Vannoppen osiągnął w 1999 roku, kiedy zdobył srebrny medal w kategorii U-23 podczas mistrzostw świata w Popradzie. Wynik ten powtórzył na rozgrywanych rok później mistrzostwach świata w Sint-Michielsgestel. W obu przypadkach wyprzedził go tylko jego rodak, Bart Wellens. Ostatni medal zdobył podczas mistrzostw świata w Zolder w 2002 roku, gdzie był drugi w kategorii elite. W zawodach tych rozdzielił innych reprezentantów Belgii Mario De Clercqa Svena Nysa. Kilkakrotnie zdobywał medale mistrzostw kraju, ale nigdy nie zwyciężył. Najlepsze wyniki w Pucharze Świata w kolarstwie przełajowym osiągał w sezonie 2003/2004, kiedy był piąty w klasyfikacji generalnej.